# Международная программа развития коммуникации
Международная программа развития коммуникации (МПРК) (англ. International Programme for the Development of Communication) —  программа, принятая в 1980 году на ХХI сессии Генеральной конференции ЮНЕСКО. Единственная на момент принятия межправительственная программа в системе ООН направленная на укрепление развития средств массовой информации в развивающихся странах.  

## Цель
Основной целью программы ЮНЕСКО является способствовать развитию средств массовой информации финансируя различные проекты. Среди приоритетов, которые должны иметь проекты, особое место занимают содействие плюрализму средств массовой информации, а также свободе выражения мнений, специализация кадров в сфере средств массовой информации, развитие общинных средств массовой информации, а также применение современных технологий с целью обеспечения эффективности общественных средств массовой информации.

## Мандат
Международная программа развития коммуникации имеет Выборный Совет из 39 представителей государств-членов, из которых Совет избирает 8 членов Бюро и Секретариата.  

## См.также
- Свобода слова
- Цели устойчивого развития
- Программа развития ООН